# Метод доминантных летальных мутаций у Drosophila melanogaster
Метод учёта частоты доминантных летальных мутаций у Drosophila melanogaster — генетический тест, который позволяет установить мутагенен ли фактор в отношении половых клеток, за счет учёта не развившихся эмбрионов. Простой, экономичный и высокочувствительный метод генотоксикологии для выявления мутагенного эффекта самых различных факторов (как индивидуальных загрязнителей, так и суммарной мутагенной активности природных тел) .

## История
Метод учёта частоты доминантных летальных мутаций у Drosophila melanogaster получил широкую известность в 50-70-х годах, когда он активно и повсеместно использовался при выяснении мутагенности химических соединений (напр. этиленимина) и особенно гамма-лучей. Важную роль в становлении метода сыграли работы Мэри Л. Александер. Метод не потерял своей актуальности и используется до сих пор.

## Характеристика метода

### Применимость
Данный метод используется в при тестировании мутагенности:
1. Природных сред: воды и почвы
2. Химических веществ
3. Доз радиации
4. Электромагнитных излучений и полей [4]

Кроме того, рекомендован в качестве теста на канцерогены .

### Достоинства
Drosophila melanogaster выбрана объектом метода поскольку это один из наиболее хорошо изученных модельных объектов генетики высших организмов. Около 2/3 генов ответственных за болезни у человека, обнаруживают гомологию в геноме дрозофилы. Основные биохимические процессы в клетках Drosophila melanogaster и млекопитающих идентичны. К достоинствам можно так же отнести тот факт, что у Drosophila melanogaster в процессе метаболизма происходит микросомальная активация веществ. В результате этого промутагены превращаются в мутагены. Это позволяет выявлять скрытые мутагены, которые приобретают генотоксичность в процессе метаболизма . Тесты с использованием Drosophila melanogaster рекомендованы ВОЗ для исследования мутагенной и токсической активности антропогенных ксенобиотиков .

## Постановка эксперимента
Для постановки опыта используются линии дрозофилы, которые отличаются очень низкой спонтанной мутагенностью в отношении мутаций некоторых типов (ДЛМ, РСПЛМ, некоторых хромосомных мутаций), что делает их очень удобными для опытов, имеющих целью выяснение различий эффектов индуцированного мутагененза.
Воздействию фактора подвергаются самцы. При изучении воздействия электромагнитных излучений требуется подобрать ёмкость из материала с наименьшими отражающими свойствами. Если изучается мутагенное действие химического соединения, то его примешивают в питательную среду в требуемой концентрации. При изучении мутагенной активности воды или почвы, в качестве ёмкости используют стаканчики, на дно которых наливают 5 мл исследуемой воды (или вытяжку из почвы). На дно стаканчика помещается металлическая сеточка таким образом, чтобы вода касалась нижней её поверхности. На сеточку помещают самцов, которые предварительно были посажены на 3-х часовое голодание. Параллельно ставится интактный контроль.
По окончании экспозиции самцов их скрещивают с самками. Скрещивание проводят в чашках Петри на дно которых была залита агаризованная среда. В чашках мухи содержатся трое суток, через сутки отсаживают самцов, через двое суток — самок. Чашки Петри с отложенными яйцами помещают в термостат на пять суток для выхода личинки из яйца. По истечении этого времени проводится подсчет яиц под микроскопом .
Доминантные летальные мутации, которые индуцируются факторами в сперматозоидах, приводят к гибели зиготы или за счёт возникновения в эмбриогенезе, в результате хромосомных аберраций дефицита в геноме, или за счёт различных повреждений, приводящих к блоку редупликации.
ПЭЛ (поздние эмбриональные летали) и РЭЛ (ранние эмбриональные летали) — это два класса ДЛМ, которые хорошо определяются визуально. Яйца с ПЭЛ коричневого, палевого или жёлтого цвета, а с РЭЛ — белого цвета, и внутри них видны остановившиеся этапы сегрегации эмбриона — белые непрозрачные уплотнения.
Подсчёт ведётся на стадии яйца, то есть считается количество развившихся из яйца личинок (по оболочкам от яиц) и количество неразвившихся яиц. Также при воздействии на мух мутагенами имеется определённая вероятность откладки неоплодотворённых яиц (физиологические повреждения сперматозоидов или снижение половой активности самцов).
Существуют два варианта определения частоты ДЛМ:
1. Подсчитывается общее количество развившихся и не развившихся яиц. Погибшие яйца считают как количество леталей [3].
2. За летали учитываются только ПЭЛ и РЭЛ.

| Обозначение | Характеристика | Расчёт |
| ----------- | --- | --- |
| ДЛМ         | {\displaystyle {\mbox{DLM}}} — частота хромосомных аберраций и отставаний Частота ДЛМ — рассчитывается как отношение общего числа отложенных яиц к числу неразвившихся яиц. | {\displaystyle {\mbox{DLM}}={\frac {\mbox{n}}{\mbox{N}}}*100,\%} , где n — количество неразвившихся яиц, а N — общее число отложенных яиц. |